# كثء
الكَثْء أو بربارة هو جنس نباتات عشبية ثنائية الحول أو معمرة من الفصيلة الصليبية.

## منأنواعهالواطنةفيالوطن العربي
- الكثء الربلي (باللاتينية: Barbarea plantaginea) في بلاد الشام وأرمينيا
- الكثء الشائع (باللاتينية: Barbarea brachycarpa) في المغرب العربي وكل مناطق أوروبا وتركيا والقوقاز
- الكثء قصير الثمار (باللاتينية: Barbarea brachycarpa) في بلاد الشام